# Mikayil Abdullayev
Pour les articles homonymes, voir Abdullayev.
 (avril 2021).
Mikayil Abdullayev (en azéri: Mikayıl Hüseyn oğlu Abdullayev, né le 19 décembre 1921 à Bakou et mort le 21 août 2002 à Bakou) est un peintre azerbaïdjanais, graphiste, Artiste du peuple de l'URSS.

## Biographie
Mikayil Abdullayev est diplômé de l'École d'art Azimzade en 1939 et de l'École de peinture, de sculpture et d'architecture de Moscou
en 1949. En 1955, Il reçoit le titre honorifique d'Artiste émérite de la RSS d'Azerbaïdjan puis, est élu membre correspondant de l'Académie des arts de l'URSS en 1958.
M.Abdullayev exprime ses impressions dans ses œuvres inspirées par ses voyages dans de nombreux pays étrangers.
Inde, Afghanistan, Hongrie, Pologne, Italie entre autres.
M. Abdullayev atteint le succès et la reconnaissance artistique à Moscou. Ainsi, le Portrait d'Uzeyir Hajibeyov créé par l'artiste en 1943 en tant qu'étudiant et le tableau Le soir, sur lequel il travaille en 1947 annoncent l'arrivée d'un nouveau talent dans le monde de l'art. Les lumières de Mingachevir (1948), Par les voies du plan quinquennal (1949), Créateurs du bonheur (1951), Copains (1952-53), Au bord de Koura (1954) par exemple, sont une illustration fidèle de la vie dans l'Azerbaïdjan de l’époque.
M. Abdullayev effectue une courte visite créative en Italie en 1956. À la suite de celle-ci, l'artiste se familiarise avec les œuvres les plus emblématiques de l'art européen et en enrichi son expérience.
Un séjour de trois mois en Inde en 1957, enrichi les inspirations de l'artiste et ouvre de nouveaux horizons à son travail.
Les œuvres créées par M. Abdullayev à la suite de cette visite peuvent être considérées comme faisant partie intégrante de l'art azerbaïdjanais. Étudiante de Calcutta, Les filles du Bengale, Petit Chandra, Une femme allaitant un bébé, Les femmes de Jaipur, Les rapatriés, Dans le lointain Jaipur, Les femmes du Rajasthan ou la Séries indiennes sont parmi les créations au premier plan de l'artiste.
En 1966-1967, il expose à Berlin et Leipzig, puis dans le monde entier les années suivantes. Ses œuvres sont conservées dans divers musées, galeries et collections privées à travers le monde.
L'artiste, possédant un style unique, publie des articles sur son travail et l'art mondial dans divers journaux et magazines.

## Portraits et illustrations
Parmi ses portraits figurent Imadeddine Nassimi, Molla Panah Vaguif, Achig Alasgar ou M.F. Akhoundov.
Mikayil Abdullayev élabore également les conceptions artistiques de plusieurs représentations théâtrales. Les opéras d’Üzeyir Hadjibeyov Leyli et Majnun, Keroglu et le ballet de Niazi Tchitra font partie de ses œuvres.

## Distinctions
- Artiste émérite de la RSS d'Azerbaïdjan (1955)
- Ordre de Lénine (1959)
- Artiste du peuple de la RSS d'Azerbaïdjani (1960)
- Artiste du peuple de l'URSS (1963)
- Prix international Nehru (1969)
- Ordre de la Révolution d'Octobre (1972)
- Prix d'État de la RSS d'Azerbaïdjan (1974)
- Ordre d'amitié des peuples (1981)
- Ordre d'Indépendance (1997)